# Astrid Forsberg
Astrid Margareta Forsberg, född 11 januari 1898 i Bergsjö, Gävleborgs län, död 26 september 1966 i Lidingö,, var en svensk journalist och författare. Signaturer: Viv, Sibyl, A.F., A. F—bg, Moi, Andrejewa med flera.

## Biografi
Föräldrar var handlanden och lantbrukare Anders Olof Forsberg och Maria Utter. Efter folkskollärarexamen 1921 tjänstgjorde hon som lärare i Hedvigsfors 1924-1929 och därefter ett par år i Stockholm, men hon bedrev även språkstudier och studieresor till Danmark och Österrike. 
Forsberg medarbetade sedan unga år i pressen med folklivsskildringar från hembygden, vilka även samlades i bokform, och där hon bland annat i Tungor av eld skildrat pingströrelsens genombrott i Hälsingland vid sekelskiftet. Åren 1931-1947 skrev hon i Husmodern, Idun och Vecko-Journalen och hon anställdes av Året runt 1947.